# Biblioteca nazionale Braidense
La Bibliothèque nationale de Brera (en italien : Biblioteca nazionale Braidense) est une bibliothèque publique d'État en Italie, située  à Milan, en Lombardie.

## Historique
La Biblioteca nazionale Braidense est installée dans le palais Brera à Milan.
Elle fut fondée en 1770, à l'initiative de Marie-Thérèse d'Autriche, afin de rendre publique la collection de Carlo Pertusati propriété de l'archiduc Ferdinand d'Autriche et qui estimait que la Bibliothèque Ambrosienne n'était pas assez grande à cet effet.
En 1773, à la suite de la suppression de la Compagnie de Jésus, elle se porta acquéreur des livres du collège Braidense et des compagnies jésuites San Fedele et San Gerolamo.
La bibliothèque ouvrit ses portes au public en 1786 et à partir de 1788 elle reçut copie de toute publication imprimée dans le duché de Milan.
Ses collections continuèrent à s'enrichir à la suite des nombreuses acquisitions de bibliothèques des congrégations religieuses supprimées par Joseph II, ainsi que des copies d'ouvrages provenant de la bibliothèque impériale d'Autriche.
En 1880 elle devint bibliothèque publique d'État. Elle est actuellement dirigée par Andrea De Pasquale.

## Contenu du fonds de la bibliothèque
La bibliothèque possède plus de 898 377 livres imprimés  (dont 2 368 incunables, 24 401 antérieurs au XVIe siècle), 2 119 manuscrits, plus de 3 951 périodiques et 298 954 brochures. 35 000 autographes.
Parmi les pièces remarquables, il faut signaler les 250 manuscrits d'Alessandro Manzoni (achetés en 1886), ainsi que l'archive historique de la Ricordi (achetée en 2004), une des plus importantes collections musicales privées d'Italie, composée entre autres d'œuvres originales de Verdi, Puccini, Rossini, Donizetti, Paganini, Respighi et Nono.

## Sources
- (it) Cet article est partiellement ou en totalité issu de l’article de Wikipédia en italien intitulé « Biblioteca Nazionale Braidense » (voir la liste des auteurs).